# Ewald Schneider
Friedrich Heinrich Ewald Schneider (* 9. September 1859 in Minden; † 19. September 1924 in Frellstedt) war ein deutscher lutherischer Theologe und Autor.

## Leben
Schneider besuchte das Gymnasium in Minden, ab Ostern 1876 in Braunschweig und studierte nach dem Abitur (Ostern 1880) Evangelische Theologie an der Universität Berlin. Im April 1883 bestand er dort das Tentamen (1. Theologisches Examen) und trat im Juni des Jahres eine Stelle als Hilfsprediger am Zuchthaus in Sonnenburg bei Küstrin an. Am 1. April 1884 wurde er als Kollegiat in das Predigerseminar Wolfenbüttel einberufen. Im April 1885 bestand er das Hauptexamen. Am 1. Juni 1885 wurde er Pfarrkollaborator des geistlichen Ministeriums der Stadt Braunschweig, im Januar 1889 Pastor in Adersheim und im Oktober 1895 Pastor in Lesse.
Schneider trat in seinen Schriften für die Schaffung einer deutschen evangelischen Kirche ein. Neben seinen selbständigen Veröffentlichungen war er Mitherausgeber der Braunschweiger Ausgabe der Werke Martin Luthers (3. Auflage 1905) und Verfasser zahlreicher Aufsätze in der Christlichen Welt und anderen Zeitschriften.

## Werke
- Die Innere Mision in Deutschland. Handbuch. 2 Bände, Braunschweig 1888
- Die Kernfragen des Christentums, behandelt in Form eines Zwiegesprächs. Göttingen 1896